# Epanortosi
L'epanortosi (dal greco antico ἐπανόρθωσις epanórthōsis, «correzione») è una figura retorica che consiste nel modificare o anche nel capovolgere un'affermazione precedente (e risponde a calcolati effetti retorici, a differenza della correzione di un lapsus involontario, detta correctio).
Esempio:
Ma lei, a questa notizia, o dovrei dire sesamo e strenna, (...) oppose un acquiescente, inerte profilo.
(Bufalino, Diceria dell'untore)
Rufe, mihi frustra ac nequiquam credite amice/ Frustra? immo magno cum pretio atque malo.
(Gaio Valerio Catullo,  Carme 77)